# Liste der Lieder von Yvonne Catterfeld
Dies ist die Liste der Lieder der deutschen Pop-Sängerin Yvonne Catterfeld.
Aufgelistet sind alle Lieder der Alben Meine Welt (2003), Farben meiner Welt (2004), Unterwegs (2005), Aura (2006),  Blau im Blau (2010), Lieber so (2013) und Guten Morgen Freiheit (2017), Change (2021). Des Weiteren befinden sich alle Non-Album-Tracks, Samplerbeiträge und Cover in dieser Liste.
Die Reihenfolge der Titel ist alphabetisch sortiert und gibt Auskunft über die Urheber.

## #
| # | Titel                | Autoren      | Album                 | Jahr |
| - | -------------------- | ------------ | --------------------- | ---- |
| 1 | 5 vor 12 feat. Teesy | Toni Mudrack | Guten Morgen Freiheit | 2017 |

## A
| #  | Titel                                                           | Autoren                                                                  | Album                                            | Jahr |
| -- | --------------------------------------------------------------- | ------------------------------------------------------------------------ | ------------------------------------------------ | ---- |
| 1  | Abendstern                                                      | Yvonne Catterfeld, Thomas Rüllich Mighty KK, Olli Pinelli, Bintia Harris | Meine Welt                                       | 2003 |
| 2  | Ain’t No Sunshine Cover von Bill Withers zum Jubiläum der Bravo | Bill Withers                                                             | VA – Bravo Hits Come Together A Tribute to Bravo | 2006 |
| 3  | Alles was du dir erträumst                                      | Max Herre, Sékou Neblett Lillo Scrimali, Joy Denalane                    | Aura                                             | 2006 |
| 4  | Almost There                                                    | Randy Newman                                                             | I Love Disney                                    | 2014 |
| 5  | Alone feat. Rona                                                | Rona Stoica                                                              | Dein Song 2022                                   | 2022 |
| 6  | Als der Herbst kam                                              | Götz von Sydow, Ralf Hildenbeutel, Yvonne Catterfeld                     | Unterwegs                                        | 2005 |
| 7  | Als unser Hass noch Liebe war                                   | Steve van Velvet                                                         | Unterwegs                                        | 2005 |
| 8  | Amazone                                                         | Yvonne Catterfeld, Roland Spremberg, Justin Balk                         | Lieber so                                        | 2013 |
| 9  | Atemlos B-Seite auf der Single Bum                              | Stefan Wittwer, Lorenz Rüegsegger, Miyagé                                | Non Album Track                                  | 2001 |
| 10 | Auf Eis gelegt                                                  | Gregor Rottschalk, Pascal Kravetz                                        | Tabaluga – der Film                              | 2018 |
| 11 | Aus der Sicht des Mondes                                        | Quickmix, Jürgen Wind, Raimund Rahner                                    | Farben meiner Welt                               | 2004 |

## B
| # | Titel                                        | Autoren                                             | Album                 | Jahr |
| - | -------------------------------------------- | --------------------------------------------------- | --------------------- | ---- |
| 1 | Back in July                                 | Timothy Auld, Yvonne Catterfeld, Benedikt Schoeller | Change                | 2021 |
| 2 | Besser werden                                | Yvonne Catterfeld, Alexander Freund, Sera Finale    | Guten Morgen Freiheit | 2017 |
| 3 | Better Than Christmas Duett mit Till Brönner | Don Grusin, Natali Rene                             | The Christmas Album   | 2007 |
| 4 | Bist du dir Sicher?                          | Yvonne Catterfeld, Sven Bünger, Oliver Wnuk         | Blau im Blau          | 2010 |
| 5 | Blau im Blau erschien als Single             | Beatrice Reszat, Achille Fonkam                     | Blau im Blau          | 2010 |
| 6 | Blaue Augen Cover von Ideal                  | Annette Humpe                                       | Meine Welt            | 2003 |
| 7 | Broken                                       | Yvonne Catterfeld, Timothy Auld, Benedikt Schoeller | Change                | 2021 |
| 8 | Bullshit                                     | Yvonne Catterfeld, Timothy Auld, Benedikt Schoeller | Change                | 2021 |
| 9 | Bum erschien als Debütsingle                 | Stefan Wittwer, Lorenz Rüegsegger, Miyagé           | Non Album Track       | 2001 |

## C
| # | Titel      | Autoren           | Album  | Jahr |
| - | ---------- | ----------------- | ------ | ---- |
| 1 | Change     | Yvonne Catterfeld | Change | 2021 |
| 2 | Cold Water | Yvonne Catterfeld | Change | 2021 |

## D
| #  | Titel | Autoren                                                                 | Album                                     | Jahr |
| -- | --- | ----------------------------------------------------------------------- | ----------------------------------------- | ---- |
| 1  | December Prayer | Charlie Midnight, Walter Afanasieff, Idina Menzel                       | Blau im Blau                              | 2010 |
| 2  | Der Schlüssel Lied auf Zeichen der Zeit | Julian Williams I., Ralf Hildenbeutel                                   | Farben meiner Welt (Special Edition)      | 2004 |
| 3  | Die Welt steht still | Stevie B-Zet, Ralf Hildenbeutel, Laith Al-Deen, A.C. Boutsen            | Meine Welt                                | 2003 |
| 4  | Die Zeit des Wartens | Xavier Naidoo, William T. Davis, Neil Palmer                            | Farben meiner Welt                        | 2004 |
| 5  | Die Zeit ist reif erschien als Single | Yvonne Catterfeld, Andy Love, Heike Kospach Jos Jorgensen, Terry Walker | Aura                                      | 2006 |
| 6  | Diebe der Liebe | Nosie Katzmann, Anne Aalrust, Yvonne Catterfeld                         | Aura                                      | 2006 |
| 7  | Diese Welt braucht Liebe feat. Nico Suave & Teesy feat. Stefanie Heinzmann, Tim Bendzko, Seven, Jeanette Biedermann, Fetsum, Tom Beck, Ben Zucker, Noah Levi, Bengio, Elisa Valerie, NKSN, Nima & Ernest Clinton |                                                                         | Diese Welt braucht Liebe (Single Digital) | 2021 |
| 8  | Dreh deine Welt ins Licht | B. A. Blum, Yvonne Catterfeld                                           | Unterwegs                                 | 2005 |
| 9  | Du bist nicht allein | Tanya Stewner, Guido Frommelt                                           | Liliane Susewind – Meine Songs            | 2017 |
| 10 | Du bleibst immer noch du erschien als Single | A.C. Ademy, Yvonne Catterfeld, Christoph Leis-Bendorff                  | Farben meiner Welt                        | 2004 |
| 11 | Du hast mein Herz gebrochen erschien als Single | Dieter Bohlen, Eko Fresh                                                | Farben meiner Welt                        | 2004 |
| 12 | Du lässt dich gehen | Frank Ramond, Yvonne Catterfeld, Matthias Hass                          | Aura                                      | 2006 |
| 13 | Du sagst es nicht | Beatrice Reszat, Achille Fonkam                                         | Blau im Blau                              | 2010 |

## E
| # | Titel                                                    | Autoren                                             | Album                                | Jahr |
| - | -------------------------------------------------------- | --------------------------------------------------- | ------------------------------------ | ---- |
| 1 | Eine Welt ohne dich erschien als Single                  | Steve van Velvet, Yvonne Catterfeld                 | Unterwegs                            | 2005 |
| 2 | Einmal ist Keinmal                                       | Florian Lüttich, Franxon Meyer, Janna Ji, Tom Huber | Farben meiner Welt                   | 2004 |
|   | Elefantensong Duett mit Tom Beck                         | Tanya Stewner, Guido Frommelt                       | Liliane Susewind – Meine Songs       | 2017 |
| 3 | Engel Blicken nie zurück Lied aus dem Musical Barbarella | Michael Kunze                                       | Farben meiner Welt (Special Edition) | 2004 |
| 4 | Erinner mich, dich zu vergessen erschien als Single      | Lukas Hilbert                                       | Aura                                 | 2006 |

## F
| # | Titel                                                                   | Autoren                              | Album                 | Jahr |
| - | ----------------------------------------------------------------------- | ------------------------------------ | --------------------- | ---- |
| 1 | Farben meiner Welt                                                      | A&R Chartbreaker, S. Stadie          | Farben meiner Welt    | 2004 |
| 2 | Fliegen ohne Flügel                                                     | A&R Chartbreaker, S. Stadie          | Farben meiner Welt    | 2004 |
| 3 | Frag nie, warum? Duett mit Cassandra Steen; erschien als Downloadsingle | Kenneth Edmonds, Stevie Wonder       | Blau im Blau          | 2010 |
| 4 | Fragen                                                                  | Oliver Wnuk                          | Blau im Blau          | 2010 |
| 5 | Freisprengen                                                            | Chima Onyele, Beatgees, Fabian Römer | Guten Morgen Freiheit | 2017 |
| 6 | Für dich erschien als Single                                            | Dieter Bohlen                        | Meine Welt            | 2003 |
| 7 | Für Immer und Ewig                                                      | Dieter Bohlen                        | Farben meiner Welt    | 2004 |

## G
| # | Titel                             | Autoren                                      | Album                                           | Jahr |
| - | --------------------------------- | -------------------------------------------- | ----------------------------------------------- | ---- |
| 1 | Ganz großes Kino                  | Roland Spremberg, Ali Zuckowski, Sera Finale | Lieber so                                       | 2013 |
| 2 | Gefühle erschien als Single       | Achim Jannsen                                | Meine Welt                                      | 2003 |
| 3 | Geweint vor Glück                 | Hartmut Engler, Ingo Reidl                   | Sing meinen Song – Das Tauschkonzert – Volume 2 | 2015 |
| 4 | Glaub an mich erschien als Single | Steve van Velvet, Yasemin Kaldirim           | Unterwegs                                       | 2005 |
| 5 | Grenzenlos                        | Christoph Leis-Bendorff, R. Müssig           | Unterwegs                                       | 2005 |
| 6 | Guten Morgen Freiheit             | Sera Finale, Alexander Freund                | Guten Morgen Freiheit                           | 2017 |

## H
| # | Titel                                              | Autoren                                             | Album                                                 | Jahr |
| - | -------------------------------------------------- | --------------------------------------------------- | ----------------------------------------------------- | ---- |
| 1 | Halt Mich                                          | Götz von Sydow, Ralf Hildenbeutel                   | Farben meiner Welt                                    | 2004 |
| 2 | Hark The Herald Angels Sing                        | Felix Mendelssohn Bartholdy                         | Sing meinen Song – Das Weihnachtskonzert – Volume 2   | 2015 |
| 3 | Hey Cover von Andreas Bourani; erschien als Single | Andreas Bourani                                     | Sing meinen Song – Das Tauschkonzert Vol. 3 (Sampler) | 2015 |
| 4 | Hier bin ich                                       | Heike Kospach, Yvonne Catterfeld                    | Aura                                                  | 2006 |
| 5 | Home                                               | Yvonne Catterfeld, Timothy Auld, Benedikt Schoeller | Change                                                | 2021 |

## I
| #  | Titel                                                         | Autoren                                             | Album                                | Jahr |
| -- | ------------------------------------------------------------- | --------------------------------------------------- | ------------------------------------ | ---- |
| 1  | I Believe englische Version von Sag mir – Was meinst du?      | Vinny Vero, Carl Sahin, Peter Moden                 | Farben meiner Welt (Special Edition) | 2004 |
| 2  | I think i love you                                            | Yvonne Catterfeld, Timothy Auld                     | Change                               | 2021 |
| 3  | Ich bin es nicht                                              | Roland Spremberg, Tobias Röger, Justin Balk         | Lieber so                            | 2013 |
| 4  | Ich fühl wie du Duett mit Wincent Weiss                       | Gregor Rottschalk, Andreas Becker                   | Tabaluga – der Film                  | 2018 |
| 5  | Ich glaub an dich                                             | Bortis Bruchhaus, Nelifer                           | Farben meiner Welt                   | 2004 |
| 6  | Ich halt dich                                                 | D. Weigmann, Carl Sahlin, P. Ledin, Peter Moden     | Unterwegs                            | 2006 |
| 7  | Ich lauf einfach los                                          | Christian Neander, Heike Kospach, Yvonne Catterfeld | Aura                                 | 2006 |
| 8  | Ich will nur dich                                             | A. Glass, T. Blaize, T. Fraser                      | Aura                                 | 2006 |
| 9  | If I Could englischer Bonustitel auf Meine Welt               | Dieter Bohlen                                       | Meine Welt                           | 2003 |
| 10 | If It Wasn't You Duett mit Oliver Henrich feat. Stefanie Kloß |                                                     | If It Wasn't You (Single Digital)    | 2020 |
| 11 | If You englische Version von Für dich                         | Dieter Bohlen                                       | Meine Welt                           | 2003 |
| 12 | Ihre Art zu Lachen                                            | Götz von Sydow, Ralf Hildenbeutel                   | Farben meiner Welt                   | 2004 |
| 13 | Immer noch schaffte es durch Downloads in die Charts          | Xavier Naidoo, Aiko Rohd                            | Blau im Blau                         | 2010 |
| 14 | Irgendwas Feat. Bengio, erschien als Single                   | Ben-Giacomo Wortmann, Matteo Capreoli               | Guten Morgen Freiheit                | 2016 |

## J
| # | Titel          | Autoren                                        | Album     | Jahr |
| - | -------------- | ---------------------------------------------- | --------- | ---- |
| 1 | Jäger der Zeit | Chris Buseck, Steffen Häfelinger, Mia Aegerter | Lieber so | 2013 |

## K
| # | Titel                                                  | Autoren                                                              | Album                                           | Jahr |
| - | ------------------------------------------------------ | -------------------------------------------------------------------- | ----------------------------------------------- | ---- |
| 1 | Kein Blick zurück                                      | Roland Spremberg, Steffen Häfelinger                                 | Lieber so                                       | 2013 |
| 2 | Kenn ich dich?                                         | Christian Neander, Tony Cornelissen, Tobias Friedrich, Allan Eshuijs | Aura                                            | 2006 |
| 3 | Komm zurück zu mir erschien als Single; als Catterfeld | Olaf Jeglitza, Boris Köhler                                          | Meine Welt                                      | 2001 |
| 4 | Küssen verboten / Alles mit'm Mund                     | Annette Humpe, Sebastian Krumbiegel, Tobias Künzel, Stefan Raab      | Sing meinen Song – Das Tauschkonzert – Volume 2 | 2015 |

## L
| # | Titel                              | Autoren                                                  | Album                                           | Jahr |
| - | ---------------------------------- | -------------------------------------------------------- | ----------------------------------------------- | ---- |
|   | L.M.A.A.                           | Daniel Wirtz, Matthias Matthew Hoffmann                  | Sing meinen Song – Das Tauschkonzert – Volume 2 | 2015 |
| 1 | Lass mich nicht so stehen          | Götz von Sydow, Laith Al-Deen, Yvonne Catterfeld         | Aura (Special-Edition im Digipak)               | 2010 |
| 2 | Lass mich so wie ich bin           | Beatrice Reszat, Achille Fonkam                          | Blau im Blau                                    | 2010 |
| 3 | Leben lassen                       | Götz von Sydow, Ralf Hildenbeutel                        | Unterwegs                                       | 2005 |
| 4 | Let you go                         | Yvonne Catterfeld, Timothy Auld, Benedikt Schoeller      | Change                                          | 2021 |
| 6 | Licht am Horizont (Sieben Tage)    | Götz von Sydow, Ralf Hildenbeutel                        | Unterwegs                                       | 2005 |
| 7 | Liebe muss reichen                 | Yvonne Catterfeld, Jan Pelao, Britta A. Blum, P.O. Block | Aura                                            | 2006 |
| 8 | Liebe war es nicht                 | Xavier Naidoo, Philippe Van Eecke                        | Farben meiner Welt                              | 2004 |
| 5 | Lieber so erschien als Single 2015 | Marcus Brosch, Katharina Löwel                           | Lieber so                                       | 2013 |
| 9 | Liebesbrief                        | Götz von Sydow, Ralf Hildenbeutel                        | Farben meiner Welt                              | 2004 |

## M
| # | Titel                                  | Autoren                                                | Album                 | Jahr |
| - | -------------------------------------- | ------------------------------------------------------ | --------------------- | ---- |
| 1 | Manchmal                               | Olaf Jeglitza, Boris Köhler                            | Meine Welt            | 2003 |
| 2 | Mehr als ihr seht (Pt. 1)              | Chima Onyele, Konrad Sommermeyer, Peter Jordan         | Guten Morgen Freiheit | 2017 |
| 3 | Mehr als ihr seht (Pt. 2) feat. MoTrip | Chima Onyele, MoTrip, Konrad Sommermeyer, Peter Jordan | Guten Morgen Freiheit | 2017 |
| 4 | Mein Tag, mein Licht                   | Bill Withers, Lukas Hilbert                            | Aura                  | 2006 |
| 5 | Meine Mitte                            |                                                        | Lieber so             | 2015 |

## N
| # | Titel                                             | Autoren                                                                   | Album                 | Jahr |
| - | ------------------------------------------------- | ------------------------------------------------------------------------- | --------------------- | ---- |
| 1 | Naftali (Interlude)                               | Yvonne Catterfeld, Naftali                                                | Guten Morgen Freiheit | 2017 |
| 2 | Nangijala Duett mit Udo Lindenberg                | Alex Christensen, Pete Könemann, Steve Frame, A. Bugle, Mark Schlumberger | Atlantic Affairs      | 2002 |
| 3 | Neben dir                                         | Walter Afanasieff, Lukas Hilbert, Yvonne Catterfeld                       | Aura                  | 2006 |
| 4 | Nicht drüber reden                                | Jonathan Walter, Johannes Walter-Müller, Christian Kalla                  | Lieber so             | 2013 |
| 5 | Niemand sonst erschien als Single; als Catterfeld | Götz von Sydow, Ralf Hildenbeutel                                         | Meine Welt            | 2003 |
| 6 | Niemandsland Duett mit Udo Lindenberg             | Udo Lindenberg, Angelina Maccarone                                        | Meine Welt            | 2003 |

## P
| # | Titel                                | Autoren                                                            | Album                 | Jahr |
| - | ------------------------------------ | ------------------------------------------------------------------ | --------------------- | ---- |
| 1 | Paarsein                             |                                                                    | Lieber so             | 2015 |
| 2 | Pass gut auf dich auf                | Sera Finale, Alexander Freund                                      | Guten Morgen Freiheit | 2017 |
| 3 | Patience                             | Timothy Auld, Benedikt Schoeller, Steven Bashir, Yvonne Catterfeld | Change                | 2021 |
| 4 | Pendel erschien als Single           | Alexander Freund, Johannes Walter-Müller, Thomas Dörschel          | Lieber so             | 2013 |
| 5 | People Get Ready erschien als Single |                                                                    | Non Album Track       | 2015 |
| 6 | Perfekt                              | Roland Spremberg, Tobias Röger, Justin Balk                        | Lieber so             | 2013 |
| 7 | Phantomschmerz                       | Thomas Dörschel, Farhot Samadzada, Johannes Walter-Müller          | Lieber so             | 2013 |

## R
| # | Titel             | Autoren                      | Album              | Jahr |
| - | ----------------- | ---------------------------- | ------------------ | ---- |
| 1 | Regenbogen        | Oliver Pinelli, Daniel Zenke | Meine Welt         | 2003 |
| 2 | Reichtum der Welt | Holger Biege, Fred Gertz     | Farben meiner Welt | 2004 |

## S
| #  | Titel                                             | Autoren | Album                                  | Jahr |
| -- | ------------------------------------------------- | --- | -------------------------------------- | ---- |
| 1  | Sag mir                                           | Götz von Sydow, Julie Ann Evans, Ralf Hildenbeutel                                                                            | Meine Welt                             | 2003 |
| 2  | Sag mir – Was meinst du? erschien als Single      | Björn Wiese, Britta Blum, Yvonne Catterfeld                                                                                   | Farben meiner Welt                     | 2004 |
| 3  | Scheinriesen                                      | Ali Zuckowski, Peter Schanowski, David Jürgens                                                                                | Guten Morgen Freiheit                  | 2017 |
| 4  | Schicksal                                         | Jan van der Toorn, Yvonne Catterfeld, Roland Spremberg Justin Balk, Steffen Häfelinger, Thomas Dörschel, Christoph Papendieck | Lieber so                              | 2013 |
| 5  | Schwarz auf weiss                                 | Yvonne Catterfeld, Alexander Freund                                                                                           | Guten Morgen Freiheit                  | 2017 |
| 6  | So viel mehr als Liebe                            | Yvonne Catterfeld, Heike Kospach, Claus Capek                                                                                 | Lieber so                              | 2006 |
| 7  | Somethin' Stupid Duett mit Roger Cicero           | Carson Parks | Cicero Sings Sinatra – Live In Hamburg | 2015 |
| 8  | Sonnenschein                                      | Yvonne Catterfeld, Götz von Sydow, Laith Al-Deen                                                                              | Aura                                   | 2006 |
| 9  | Stille Wasser B-Seite auf der Single Blau im Blau | Beatrice Reszat, Achille Fonkam                                                                                               | Blau im Blau                           | 2010 |
| 10 | Straßen aus Salz                                  | Jan Bender, Raphael Schalz, Michael Schlücker, Alina Wichmann                                                                 | Guten Morgen Freiheit                  | 2017 |
| 11 | Superwoman englischer Bonustrack auf Unterwegs    | C. Sahlin, K. Holm, P. Ledin, P. Modén                                                                                        | Unterwegs                              | 2005 |

## T
| # | Titel                       | Autoren                                             | Album                 | Jahr |
| - | --------------------------- | --------------------------------------------------- | --------------------- | ---- |
| 2 | Tip Toe                     | Yvonne Catterfeld, Timothy Auld, Benedikt Schoeller | Change                | 2021 |
| 1 | Träume sind aus Mut gemacht | Beatrice Reszat, Achille Fonkam, Nis Kötting        | Blau im Blau          | 2010 |
| 3 | Traummann                   | Yvonne Catterfeld, Beatrice Reszat, Achille Fonkam  | Blau im Blau          | 2010 |
| 4 | Tür und Angel feat. Chima   | Chima Onyele, Beatgees, Fabian Römer                | Guten Morgen Freiheit | 2017 |

## U
| # | Titel                                   | Autoren                               | Album      | Jahr |
| - | --------------------------------------- | ------------------------------------- | ---------- | ---- |
| 2 | Unendlich weit                          | B. A. Blum, Yvonne Catterfeld         | Meine Welt | 2003 |
| 1 | Unser Weg B-Seite auf der Single Pendel | Yvonne Catterfeld, Steffen Häfelinger | Lieber so  | 2013 |
| 3 | Unterwegs                               | B. A. Blum, Yvonne Catterfeld         | Unterwegs  | 2005 |

## V
| # | Titel                        | Autoren                                                                   | Album      | Jahr |
| - | ---------------------------- | ------------------------------------------------------------------------- | ---------- | ---- |
| 1 | Verwelkt                     | Andreas John, Erik McHoll, Alexandra Ziehm                                | Meine Welt | 2003 |
| 2 | Vielleicht ist keine Antwort | Yvonne Catterfeld, Justin Balk, Steffen Häfelinger, Vassillios Parashidis | Lieber so  | 2013 |

## W
| #  | Titel                                                                        | Autoren                                             | Album                        | Jahr |
| -- | ---------------------------------------------------------------------------- | --------------------------------------------------- | ---------------------------- | ---- |
| 1  | Wahre Helden B-Seite auf Du bleibst immer noch du; erschien als Promo-Single | Götz von Sydow, Ralf Hildenbeutel                   | Meine Welt (17-Song-Version) | 2003 |
| 2  | Wake Up                                                                      | Yvonne Catterfeld, Timothy Auld, Benedikt Schoeller | Change                       | 2021 |
| 3  | Warum hast du mich verlassen? B-Seite auf Komm zurück zu mir                 | F. Reuter, G. Mart, Yvonne Catterfeld               | Non Album Track              | 2001 |
| 4  | Was bleibt                                                                   | Yvonne Catterfeld, Michael Kurth, Tom Olbrich       | Guten Morgen Freiheit        | 2017 |
| 5  | Wenn du gehst B-Seite auf Gefühle                                            | Alexandra Ziehm, Andreas John, Eric McHoll          | Non Album Track              | 2003 |
| 6  | Wenn du mich berührst                                                        | Mighty KK, Bintia Harris                            | Meine Welt                   | 2003 |
| 7  | Wenn ich                                                                     | Dieter Bohlen, Diane Weigmann                       | Farben meiner Welt           | 2004 |
| 8  | Wer ich bin                                                                  | Achille Fonkam, Oliver Wnuk, Nis Kötting            | Aura                         | 2006 |
| 9  | Where Does the Love Go? Duett mit Eric Benét, erschien als Single            | Eric Benét                                          | Aura                         | 2006 |
| 10 | Wie viele Menschen                                                           | D. Roth, R. Roth, V. Stilu                          | Unterwegs                    | 2005 |
| 11 | Wind, der nicht weht                                                         | Beatrice Reszat, Achille Fonkam                     | Blau im Blau                 | 2010 |
| 12 | Words                                                                        | Yvonne Catterfeld, Timothy Auld                     | Change                       | 2021 |

## Z
| # | Titel      | Autoren                                | Album        | Jahr |
| - | ---------- | -------------------------------------- | ------------ | ---- |
| 1 | Zauberwort | B. A. Blum, Marek Pompetzki, P. Holmes | Unterwegs    | 2005 |
| 2 | Zeit       | Beatrice Reszat, Achille Fonkam        | Blau im Blau | 2010 |